# Saison 12 de Bleach
Cet article présente la saison 12 de Bleach.

## Saison 12
Cette saison a été diffusée du 31 mars 2009 au 21 juillet 2009 (épisodes 213 à 229) sur TV Tokyo. Elle est composée de 17 épisodes.
| No | Titre français                                                    | Titre japonais             | Titre japonais                              | Date de 1re diffusion |
| No | Titre français                                                    | Kanji                      | Rōmaji                                      | Date de 1re diffusion |
| --- | ----------------------------------------------------------------- | -------------------------- | ------------------------------------------- | --------------------- |
| 213 | Karakurizer : Konsô le justicier. La Naissance du héros justicier | 魂葬刑事カラクライザー誕生 | Konsō keiji Karakuraizā tanjou              | 31 mars 2009          |
| Pendant que Ichigo, Chad et Ishida partent pour le Hueco Mondo, Uruhara force Kon à endosser le rôle du Karakurizer pour défendre Karakura contre les hollows. Alors qu'il vient à bout d'un hollow particulièrement grand bien que peu puissant, une horde de hollows commencent à apparaitre, les autres rizers apparaissent alors pour lui donner un coup de main. C'est alors qu'un château apparait dans le ciel. Note : Cet épisode débute l'arc mineur filler « Le Karakurizer ». Celui-ci est très librement inspiré des omake du tome 31 mettant en scène le Karakurizer contre un hollow ressemblant à un ver avec une tête en forme de fleur. Commentaire : Cet épisode et le suivant présente une incohérence sur les personnages, en effet bien que Tatsuki, Don'Kannonji et Keigo ont tous des pouvoirs spirituels plus ou moins développés et peuvent, au moins, voir les plus et les hollows, ce n'est pas le cas de Chizuru. À l'inverse, Mizuiro qui a au moins le niveau pour les voir lui aussi et qui faisait partie de ceux qui ont espionné lors du départ d'Ichigo n'est pas présent. |                                                                   |                            |                                             |                       |
| 214 | Karakurizer : Konsô le justicier. La Cape super-utile             | カラクライザー最後の日     | Karakuraizā saigo no hi                     | 7 avril 2009          |
| La forteresse est prévue pour être un avant poste d'Aizen. Après une préparation tactique, les rizers et Kurumadani lancent l'assaut. Note : Cet épisode clôture l'arc mineur filler « Le Karakurizer ». |                                                                   |                            |                                             |                       |
| 215 | Défendre Karakura ! L'Entrée des Shinigamis                       | 空座町を護れ！死神総登場   | Karakura-cho o mamore! Shinigami sou toujou | 14 avril 2009         |
| [Chapitres 316-317] - Sôsuke Aizen, Gin Ichimaru et Kaname Tôsen arrivent à Karakura où ils sont accueillis par les capitaines et vice-capitaines restants du Gotei 13. Aizen affirme être conscient qu'ils ne se trouvent pas dans la véritable Karakura et appelle les trois premiers Espadas - Coyote Stark, Baraggan Luisenbarn et Tier Hallibel - ainsi que leurs subordonnés. En réponse, Yamamoto libère son Zanpakutô, Ryûjin Jakka, et enferme Aizen, Gin et Tôsen dans une prison de flammes. S'étant vu confié la responsabilité de Las Noches en l'absence d'Aizen, Ulquiorra est dans la tour nº5 avec Orihime tandis qu'Ichigo fonce vers eux. Il est stoppé par les Exequias ainsi que leur chef, Rudbornn Chelute. Ralenti par cette armée qui le submerge, Ichigo se voit aider par Chad, Renji et Rukia qui s'occupent des Exequias pendant qu'Ichigo rejoint finalement Orihime et Ulquiorra, prêt à se battre contre ce dernier. Note : Cet épisode débute l'arc de la bataille de Karakura |                                                                   |                            |                                             |                       |
| 216 | L'Élite des quatre Shinigamis                                     | 精鋭！四人の死神           | Seiei! Yon nin no shinigami                 | 21 avril 2009         |
| [Chapitres 318-319] - Arrivé dans la tour nº5 pour sauver Orihime, Ichigo défie Ulquiorra. Celui-ci dégaine son sabre et les deux commencent à se battre. À Karakura, Baraggan prend le commandement du groupe d'arrancars et envoie quatre hollows détruire les piliers qui protègent la fausse ville de Karakura. Les hollows sont vaincus par Ikkaku, Yumichika, Izuru Kira et Shûhei Hisagi qui protègent chacun un pilier. En réponse, Baraggan envoie quatre de ses six Fracciónes pour tuer les officiers : Choe Neng Poww, Charlotte Cuuhlhourne, Abirama Redder et Findor Calius. |                                                                   |                            |                                             |                       |
| 217 | Charlotte, le beau petit démon !                                  | 美しき小悪魔シャルロッテ   | Utsukushiki shou akuma Sharurotte           | 28 avril 2009         |
| [Chapitres 320-321] - Opposé à Abirama, Izuru lui porte un coup et l'arrancar libère son Zanpakutô, Águila. Pendant ce temps, Yumichika affronte Charlotte Cuuhlhourne et les deux rejettent les critères de beauté de l'autre. Quand Yumichika parvient à couper quelques cheveux de Charlotte, celui-ci s'énerve et libère son Zanpakutô, Reina de Rosas. Surpassant désormais son adversaire, l'arrancar enferme le Shinigami dans une prison de ronces noires. Lorsqu'il entend que la prison empêche le reiatsu d'être ressenti par ceux de l'extérieur, Yumichika révèle son véritable Shikai, Ruri'iro Kujaku, qui de type Kidô. Avec son pouvoir, il absorbe le reiatsu de Charlotte et décroche la victoire. |                                                                   |                            |                                             |                       |
| 218 | Le Combat désespéré de Kira                                       | 吉良、絶望の中での戦い     | Kira, zetsubou no naka de no tatakai        | 5 mai 2009            |
| [Chapitres 322-323-324] - Yumichika révèle qu'il utilise habituellement un surnom pour son Zanpakutô (Fuji Kujaku) afin de dissimuler ses véritables capacités aux membres de sa division qui méprisent les techniques Kidô. Les autres combats gagnent en intensité : Hisagi affronte Findor, qui brise progressivement son masque pour gagner en puissance ; Izuru lutte contre la forme Resurrección d'Abirama, qui l'a transformé en aviaire avec des ailes tirant des projectiles. Forçant son adversaire à venir au corps-à-corps, Izuru libère son Zanpakutô, Wabisuke, et alourdit les ailes d'Abirama, qui se retrouve cloué au sol. Après avoir expliqué le symbole et la devise de la 3e division, synonyme de désespoir, Izuru décapite Abirama. |                                                                   |                            |                                             |                       |
| 219 | Le Shikai d'Hisagi ! Son nom est…                                 | 檜佐木始解！その名は       | Hisagi no shikai! Sono namae wa…            | 12 mai 2009           |
| [Chapitres 324-325] - Hisagi est en difficulté contre Findor, qui affirme pourtant être au même niveau de puissance de lui. Quand Findor libère son Zanpakutô, Pinza Aguda, et submerge Hisagi avec des salves d'eau, ce dernier libère également son Zanpakutô, Kazeshini. Completement dépassé par Hisagi, Findor brise 90% de son masque et augmente davantage sa puissance mais en vain. Faisant un discours sur la peur, Hisagi affirme que son adversaire n'a pas peur de sa propre puissance et que c'est la raison de sa défaite. Tentant un ultime Cero en baroud d'honneur, Findor est finalement abattu par le Zanpakutô d'Hisagi. Pendant ce temps, Ikkaku était opposé à Poww qui vient de vaincre le Shinigami et de détruire le pilier sur lequel ils s'affrontaient. |                                                                   |                            |                                             |                       |
| 220 | Ikkaku tombe ! Instant critique pour les Shinigami                | 一角倒れる！死神の危機     | Ikkaku taoreru! Shinigami no kiki           | 19 mai 2009           |
| [Chapitres 326-327-328] - Le pilier qui vient d'être détruit provoque le début du retour de la véritable ville de Karakura mais le vice-capitaine de la 7e division, Tetsuzaemon Iba, arrive pour stopper le processus tandis que son capitaine, Sajin Komamura, fait face à Poww. Voyant qu'Ikkaku a perdu, Yumichika tente désespérément de l'aider mais est assommé par Hisagi et Izuru pour son propre bien. Après un échange de coups de poing avec Komamura, Poww libère son Zanpakutô, Calderón. Ayant pris une forme titanesque, il tente d'écraser Ikkaku et Iba mais est interrompu par Komamura, qui le met à terre avant de le vaincre facilement après avoir libéré son Bankai, Kokujô Tengen Myô'Ô. Iba réprimande Ikkaku d'avoir échoué à protéger le pilier parce qu'il voulait dissimuler sa véritable force et lui dit que son devoir de soldat du Gotei 13 est plus important que sa fierté. Au même moment, Baraggan remarque avec colère que ses Fracciónes ont été vaincus. |                                                                   |                            |                                             |                       |
| 221 | Combat de force ! Shinigami contre Espada                         | 全面対決！死神VS十刃       | Zenmen taiketsu! Shinigami vs Esupāda       | 26 mai 2009           |
| [Chapitres 328-329-330] - Complètement furieux, Baraggan est calmé par ses deux derniers Fracciónes, Ggio Vega et Nirgge Parduoc, qui lui promettent de s'occuper des Shinigamis eux-mêmes. Intriguée, la capitaine de la 2e division, Soi Fon, défie les deux arrancars avec son vice-capitaine, Marechiyo Ômaeda. Le capitaine de la 8e division, Shunsui Kyôraku, et celui de la 13e division, Jûshirô Ukitake, défient Coyote Stark mais refusent d'affronter l'enfant qui l'accompagne, Lilynette Gingerback. Tôshirô Hitsugaya défie Tier Halibel tandis que Rangiku défie ses Fracciónes. Celles-ci se défendent contre le Zanpakutô de la vice-capitaine en se servant du Cero. Pendant ce temps, Ômaeda peine à affronter Nirgge tandis que Soi Fon attache Ggio sur un mur et libère son Zanpakutô, Suzumebachi. |                                                                   |                            |                                             |                       |
| 222 | La Plus Puissante des confrontations !? Soi Fon et Ômaeda         | 最凶タッグ！？砕蜂＆大前田 | Saikyō taggu!? Soi Fon & Ōmaeda             | 2 juin 2009           |
| [Chapitres 331-332] - Ggio parvient à se libérer du sort de Soi Fon et se moque d'elle pour ne pas l'avoir achevé quand elle en avait l'occasion. Il libère son Zanpakutô, Tigre Estoque, et semble désormais l'acculer. De son côté, Ômaeda provoque vilement Nirgge et celui-ci libère son Zanpakutô, Mamut. Alors qu'il semble à la merci de l'arrancar, Ômaeda esquive un coup de celui-ci et l'attaque à la tête avec son Zanpakutô, Gegetsuburi. Nirgge parvient à se relever mais est assommé de nouveau lorsque Ggio fait tomber accidentellement Soi Fon tombe sur sa tête. |                                                                   |                            |                                             |                       |
| 223 | Un corps surprenant ! Ggio libéré                                 | 驚異の肉体！ジオ解放       | Kyōi no nikutai! Jio kaihō                  | 9 juin 2009           |
| [Chapitres 332-333] - Soi Fon continue d'attaquer Ggio mais est à son tour attachée à un mur. Ômaeda, voyant la situation, assomme de nouveau Nirgge et porte assistance à son capitaine. Lorsque Ggio est sur le point de lancer un Cero, Soi Fon se libère et écarte Ômaeda, lui révélant qu'elle étudiait la forme Resurrección de l'arrancar avant d'affronter un Espada. Ômaeda reprend son combat contre Nirgge et le bat définitivement, tandis que Ggio se transforme de nouveau pour devenir plus puissant. En réponse, Soi Fon l'abat avec la capacité de son Zanpakutô. Elle et Ômaeda se préparent ensuite à défier Baraggan. |                                                                   |                            |                                             |                       |
| 224 | Trois contre un ! La Crise de Rangiku                             | ３vs１の戦闘！ピンチの乱菊 | 3 vs 1 no sentou! Pinchi no Rangiku         | 16 juin 2009          |
| [Chapitres 333-334-335] - Rangiku peine à combattre les trois Fracciónes de Tier Halibel - Emilou Apacci, Franceska Mila Rose et Cyan Sung-Sun. La vice-capitaine de la 5e division, Momo Hinamori, arrive donc sur le champ de bataille pour aider Rangiku, déterminée à combattre son ancien capitaine. Hinamori utilise une combinaison de sorts Kidô qui blessent sérieusement les trois arrancars mais celles-ci récupèrent après être passées en forme Resurrección. Elles fusionnent ensuite leurs bras gauche pour créer une créature qui partage leurs traits. Pendant ce temps, Kyôraku continue son duel contre Stark mais aucun d'entre eux ne veut libérer son Zanpakutô. Ukitake, refuse d'assister Kyôraku ainsi que de combattre Lilynette, qu'il considère comme une enfant. Insultée, celle-ci dégaine son sabre et s'apprête à attaquer le capitaine. |                                                                   |                            |                                             |                       |
| 225 | Les Vice-capitaines annihilés ! Le Terrifiant Monstre diabolique  | 副隊長全滅！恐怖の妖獣     | Fuku taichou zenmetsu! Kyoufu no yōjū       | 23 juin 2009          |
| [Chapitres 336-337] - Ukitake n'a aucun mal à repousser les assauts de Lilynette et lui demande d'arrêter de l'attaquer inutilement. Pendant ce temps, la créature fusionnée, Ayon, blesse mortellement Rangiku et Hinamori sans effort. Hisagi défie à son tour le monstre tandis qu'Izuru commence à soigner les deux femmes. Hisagi est rapidement mis en difficulté et Iba tente de l'aider mais les deux sont rapidement vaincus par Ayon. Lorsque celui-ci s'avance vers Izuru, Yamamoto intervient et fait un trou dans le corps du monstre avec sa canne. |                                                                   |                            |                                             |                       |
| 226 | La Fin du combat féroce ? Vers une nouvelle bataille !            | 激闘終結？新たなる戦いへ！ | Gekitou shūketsu? Arata naru tatakai he!    | 30 juin 2009          |
| [Chapitres 338-339] - Ayon entre dans une colère intense après avoir été blessé par Yamamoto et tente d'écraser le capitaine-général. Celui-ci n'a cependant aucun mal à vaincre la créature ainsi que les Fracciónes d'Halibel. Celle-ci, en plein duel contre Hitsugaya, révèle qu'elle est l'Espada nº3 et attaque le capitaine avec un torrent d'énergie tandis qu'il libère son Bankai, Daiguren Hyôrinmaru. Au même moment, Kyôraku apprend que Stark est l'Espada nº1 et se prépare à l'affronter sérieusement. À Las Noches, Chad et Renji ont vaincu les Exequias tandis que Rukia fait face à Rudbornn. Ichigo continue son combat contre Ulquiorra qui affirme que les amis d'Ichigo et les Shinigamis seront bientôt vaincus. Ichigo a cependant foi en leur victoire et reprend l'affrontement. |                                                                   |                            |                                             |                       |
| 227 | Merveilleuse Erreur                                               | ワンダフル・エラー         | Wandafuru eraa                              | 7 juillet 2009        |
| L'année scolaire commence, Mizuiro et Keigo se renseignent sur leur classe quand soudain le panneau d'affichage explose lorsqu'un yankee le traverse après avoir été projeté par Ichigo et Chad. Pendant ce temps, dans la salle de classe, Inoue et Tatsuki font la connaissance de la très perverse Chizuru. À la Soul Society, Rukia est assignée pour un mois à une mission de surveillance terrestre pendant que Renji est promu vice-capitaine de la 6e division. Ichigo et Chad battent tous les yankees pour protéger Keigo. Rukia arrive à Karakura. Note : Cet épisode est inspiré des chapitres spéciaux : « 0,8 A Wonderful Error », « 0 Side-A the Rotator » et « 0 Side-B the Sand ». Commentaire : D'un point de vue temporel, cet épisode présente une grosse incohérence, en effet la toute dernière scène de l'épisode (l'arrivée de Rukia) reprend le tout début de l'anime et du manga censé se passer début juin, or la partie de l'épisode reprise du chapitre 0,8, à savoir la rencontre entre les duos Mizuiro / Keigo et Ichigo / Chad, se déroule à la rentrée des classes début avril. Il y a donc une différence de deux mois entre les deux évènements, incompatible avec la durée d'un mois de la mission. |                                                                   |                            |                                             |                       |
| 228 | Été et Mer ! Le Festival des maillots de bain !                   | 夏だ！海だ！水着祭！！     | Natsu da! Umi da! Mizugi sai!!              | 14 juillet 2009       |
| À la suite de la destruction de la piscine qu'elles avaient construite illégalement dans le jardin du manoir Kuchiki, les membres de l'association des femmes shinigami et quelques représentants de la gent masculine passent une journée sur une plage du monde terrestre. Alors qu'un concours de sculpture de sable est lancé, des hollows en forme de pastèques attaquent. Note : Cet épisode est inspiré du chapitre spécial « Bleach on the Beach » et des omakes du tome 26. Une intrigue a été rajoutée pour lier le tout. Commentaire : Cet épisode peut-être divisé en trois parties : - La première concerne le choix des maillots des omakes du tome 26 : - La seconde concerne le concours de Bleach on the Beach. Elle contient une référence à de précédents omake de l'anime (les shinigami golden cup principalement), eux-mêmes inspirés du Bleach BOOTLEG ou d'omake, qui faisait des passages secrets du manoir Kuchiki la salle de réunion de l'association des femmes shinigami à l'insu des propriétaires des lieux ; - La troisième partie en revanche est un filler dans lequel des hollows-pastèques viennent perturber la journée de repos du groupe.                                                        |                                                                   |                            |                                             |                       |
| 229 | Pleurs de l'âme ? La Naissance d'un nouveau Shinigami !           | 魂の叫び？ヅラ死神誕生！   | Tamashii no sakebi? Zura shinigami tanjou!  | 21 juillet 2009       |
| Ikkaku et Yumichika sont en mission sur Terre et ont besoin de se loger. Uruhara refusant de répondre à leurs appels, ils sont une fois de plus obligés de loger chez Keigo et sa très envahissante grande sœur. Ikkaku excédé finit par se faire pousser les cheveux en collant une perruque grâce à une colle sortie des laboratoires de la division 12. Pour le punir d'avoir changé son look, Mizuho le prive de tout le confort auquel il s'était habitué en venant chez elle. Yumichika et lui décident de partir. Prise de remords, Mizuho part à sa recherche mais est attaquée par un hollow. Alors qu'il s'apprête à faire son travail de shinigami, Ikkaku se rend compte que la colle sert aussi à attacher une âme à son gigai. Alors qu'il aurait pu laisser Yumichika sauver Mizuho, il choisit de forcer pour sortir du gigai et de la sauver lui-même. Ikkaku et Mizuho se réconcilient finalement. Note : Cet épisode est un filler |                                                                   |                            |                                             |                       |